# Élections municipales de 2020 dans les Vosges
Les élections municipales de 2020 dans les Vosges étaient prévues les 15 et 22 mars 2020. Comme dans le reste de la France, le report du second tour est annoncé en pleine crise sanitaire liée à la propagation du coronavirus (COVID-19).
Les informations suivantes concernent les seules communes de plus de 3 000 habitants situées dans le département des Vosges.

## Maires sortants et élus
Note : les étiquettes politiques sont celles attribuées par le ministère de l’Intérieur, respectivement en 2014 et 2020.

### Détail
Le scrutin est marqué par une grande stabilité politique, la gauche échoue à reconquérir les villes perdues lors du scrutin précédent et la droite restant largement majoritaire dans le département. Hormis le gain de Charmes face aux centristes et les pertes de Bruyères, Chantraine. L'UDI trébuche également à Moyenmoutier.
| Commune                      | Population | Maire sortant         | Parti | Parti | Maire élu             | Parti | Parti |
| ---------------------------- | ---------- | --------------------- | ----- | ----- | --------------------- | ----- | ----- |
| Anould                       | 3 369      | Jacques Hestin        |       | DVD   | Jacques Hestin        |       | DVD   |
| Bruyères                     | 3 064      | Yves Bonjean          |       | DVD   | Denis Masy            |       | DIV   |
| Capavenir Vosges             | 8 862      | Dominique Momon       |       | LR    | Cédric Haxaire        |       | DVD   |
| Chantraine                   | 3 212      | Brigitte Gille        |       | DVD   | Marc Barbaux          |       | DIV   |
| Charmes                      | 4 689      | Robert Colin          |       | UDI   | Patrick Boeuf         |       | DVD   |
| Contrexéville                | 3 202      | Luc Gerecke           |       | DVD   | Luc Gerecke           |       | DVD   |
| Cornimont                    | 3 208      | Marie-Josèphe Clément |       | DVG   | Marie-Josèphe Clément |       | DVG   |
| Éloyes                       | 3 180      | André Jacquemin       |       | DIV   | André Jacquemin       |       | DIV   |
| Épinal                       | 31 740     | Michel Heinrich       |       | LR    | Patrick Nardin        |       | LR    |
| Gérardmer                    | 7 967      | Stessy Speissmann     |       | PS    | Stessy Speissmann     |       | PS    |
| Golbey                       | 8 623      | Roger Alémani         |       | DVG   | Roger Alémani         |       | DVG   |
| La Bresse                    | 4 154      | Maryvonne Crouvezier  |       | DVD   | Maryvonne Crouvezier  |       | DVD   |
| Le Thillot                   | 3 438      | Michel Mourot         |       | UDI   | Michel Mourot         |       | UDI   |
| Le Val-d'Ajol                | 3 871      | Jean Richard          |       | LR    | Anne Girardin         |       | DVD   |
| Mirecourt                    | 5 246      | Yves Séjourné         |       | MR    | Yves Séjourné         |       | MR    |
| Moyenmoutier                 | 3 186      | Pascal Guy            |       | UDI   | Jean Hirli            |       | DIV   |
| Neufchâteau                  | 6 664      | Simon Leclerc         |       | LR    | Simon Leclerc         |       | LR    |
| Rambervillers                | 5 170      | Jean-Pierre Michel    |       | DVD   | Jean-Pierre Michel    |       | DVD   |
| Raon-l'Étape                 | 6 388      | Benoit Pierrat        |       | DVG   | Benoit Pierrat        |       | DVG   |
| Remiremont                   | 7 714      | Jean Hingray          |       | UDI   | Jean Hingray          |       | UDI   |
| Rupt-sur-Moselle             | 3 525      | Stéphane Tramzal      |       | DVD   | Stéphane Tramzal      |       | DVD   |
| Saint-Dié-des-Vosges         | 19 607     | David Valence         |       | MR    | David Valence         |       | MR    |
| Saint-Étienne-lès-Remiremont | 3 840      | Michel Demange        |       | DVD   | Michel Demange        |       | DVD   |
| Saint-Nabord                 | 4 052      | Daniel Sacquard       |       | DVD   | Jean-Pierre Calmels   |       | DVD   |
| Vagney                       | 3 925      | Didier Houot          |       | DVD   | Didier Houot          |       | DVD   |
| Vittel                       | 5 071      | Franck Perry          |       | LR    | Franck Perry          |       | LR    |

### Résultats en nombre de maires
| Étiquette    | Étiquette                            | Maires sortants | Maires élus | +/-             |
| ------------ | ------------------------------------ | --------------- | ----------- | --------------- |
|              | Les Républicains                     | 5               | 3           | en diminution   |
|              | Divers droite                        | 10              | 11          | en augmentation |
|              | Union des démocrates et indépendants | 4               | 2           | en diminution   |
| Total droite | Total droite                         | 19              | 16          | en diminution   |
|              | Divers gauche                        | 3               | 3           | en stagnation   |
|              | Parti socialiste                     | 1               | 1           | en stagnation   |
| Total gauche | Total gauche                         | 4               | 4           | en stagnation   |
|              | Divers centre                        | 0               | 0           | en stagnation   |
|              | Mouvement radical                    | 2               | 2           | en stagnation   |
| Total centre | Total centre                         | 2               | 2           | en stagnation   |
|              | Sans étiquette                       | 1               | 4           | en augmentation |
| Total        | Total                                | 26              | 26          | en stagnation   |

## Résultats dans les communes de plus de3 000 habitants

### Anould
- Maire sortant : Jacques Hestin (DVD)
- 23 sièges à pourvoir au conseil municipal (population légale 2017 : 3 369 habitants)
- 3 sièges à pourvoir au conseil communautaire (CA de Saint-Dié-des-Vosges)

|                          | Jacques Hestin           | SE                       | 576   | 100,00 | 23 | 3 |  |  |
| Réussir pour Arnould     |                          |                          | 576   | 100,00 | 23 | 3 |  |  |
|                          |                          |                          |       |        |    |   |  |  |
| Votes valides            | Votes valides            | Votes valides            | 576   | 86,88  |    |   |  |  |
| Votes blancs             | Votes blancs             | Votes blancs             | 33    | 4,98   |    |   |  |  |
| Votes nuls               | Votes nuls               | Votes nuls               | 54    | 8,14   |    |   |  |  |
| Total                    | Total                    | Total                    | 663   | 100    | 23 | 3 |  |  |
| Abstention               | Abstention               | Abstention               | 2 001 | 75,11  |    |   |  |  |
| Inscrits / participation | Inscrits / participation | Inscrits / participation | 2 664 | 24,89  |    |   |  |  |

### Bruyères
- Maire sortant : Yves Bonjean (DVD)
- 23 sièges à pourvoir au conseil municipal (population légale 2017 : 3 064 habitants)
- 9 sièges à pourvoir au conseil communautaire (CC Bruyères - Vallons des Vosges)

|                          | Denis Masy               | SE                       | 454   | 51,12 | 18 | 7 |  |  |
| Pour Bruyères            |                          |                          | 454   | 51,12 | 18 | 7 |  |  |
|                          | Ludovic Durain           | SE                       | 434   | 48,87 | 5  | 2 |  |  |
| Bruyères demain          |                          |                          | 434   | 48,87 | 5  | 2 |  |  |
|                          |                          |                          |       |       |    |   |  |  |
| Votes valides            | Votes valides            | Votes valides            | 888   | 93,77 |    |   |  |  |
| Votes blancs             | Votes blancs             | Votes blancs             | 17    | 1,80  |    |   |  |  |
| Votes nuls               | Votes nuls               | Votes nuls               | 42    | 4,44  |    |   |  |  |
| Total                    | Total                    | Total                    | 947   | 100   | 23 | 9 |  |  |
| Abstention               | Abstention               | Abstention               | 970   | 50,60 |    |   |  |  |
| Inscrits / participation | Inscrits / participation | Inscrits / participation | 1 917 | 49,40 |    |   |  |  |

### Thaon-les-Vosges
La commune nouvelle de Capavenir Vosges, créée en 2016 par la fusion des anciennes communes de Thaon-les-Vosges, Girmont et Oncourt, a pris le nom de Thaon-les-Vosges en 2022.
- Maire sortant : Dominique Momon (LR)
- 33 sièges à pourvoir au conseil municipal (population légale 2017 : 8 862 habitants)
- 7 sièges à pourvoir au conseil communautaire (CA d'Épinal)

|                                             | Cédric Haxaire           | DVD                      | 1 869 | 54,48 | 26 | 6 |  |  |
| Tissons nos énergies                        |                          |                          | 1 869 | 54,48 | 26 | 6 |  |  |
|                                             | Dominique Momon          | LR                       | 1 359 | 39,62 | 6  | 1 |  |  |
| Fiers de notre commune pour vous, avec vous |                          |                          | 1 359 | 39,62 | 6  | 1 |  |  |
|                                             | Stéphane Perry           | RN                       | 202   | 5,88  | 1  | 0 |  |  |
| Rassemblement pour un changement de cap     |                          |                          | 202   | 5,88  | 1  | 0 |  |  |
|                                             |                          |                          |       |       |    |   |  |  |
| Votes valides                               | Votes valides            | Votes valides            | 3 430 | 97,42 |    |   |  |  |
| Votes blancs                                | Votes blancs             | Votes blancs             | 44    | 1,25  |    |   |  |  |
| Votes nuls                                  | Votes nuls               | Votes nuls               | 47    | 1,33  |    |   |  |  |
| Total                                       | Total                    | Total                    | 3 521 | 100   | 33 | 7 |  |  |
| Abstention                                  | Abstention               | Abstention               | 3 285 | 48,27 |    |   |  |  |
| Inscrits / participation                    | Inscrits / participation | Inscrits / participation | 6 806 | 51,73 |    |   |  |  |

### Chantraine
- Maire sortante : Brigitte Gille (DVD-SE)
- 23 sièges à pourvoir au conseil municipal (population légale 2017 : 3 212 habitants)
- 2 sièges à pourvoir au conseil communautaire (CA d'Épinal)

|                          | Marc Barbaux,            | SE                       | 656   | 100,00 | 23 | 2 |  |  |
| Chantraine Horizon 2026  |                          |                          | 656   | 100,00 | 23 | 2 |  |  |
|                          |                          |                          |       |        |    |   |  |  |
| Votes valides            | Votes valides            | Votes valides            | 656   | 89,25  |    |   |  |  |
| Votes blancs             | Votes blancs             | Votes blancs             | 25    | 3,40   |    |   |  |  |
| Votes nuls               | Votes nuls               | Votes nuls               | 54    | 7,35   |    |   |  |  |
| Total                    | Total                    | Total                    | 735   | 100    | 23 | 2 |  |  |
| Abstention               | Abstention               | Abstention               | 1 823 | 71,27  |    |   |  |  |
| Inscrits / participation | Inscrits / participation | Inscrits / participation | 2 558 | 28,73  |    |   |  |  |

### Charmes
- Maire sortant : Robert Colin (UDI)
- 27 sièges à pourvoir au conseil municipal (population légale 2017 : 4 689 habitants)
- 4 sièges à pourvoir au conseil communautaire (CA d'Épinal)

| Tête de liste                      | Tête de liste            | Liste                    | Premier tour | Premier tour | Second tour | Second tour | Sièges | Sièges |
| Tête de liste                      | Tête de liste            | Liste                    | Voix         | %            | Voix        | %           | CM     | CC     |
| ---------------------------------- | ------------------------ | ------------------------ | ------------ | ------------ | ----------- | ----------- | ------ | ------ |
|                                    | Patrick Bœuf             | DVD                      | 571          | 45,28        | 661         | 48,03       | 20     | 3      |
| Partageons une nouvelle dynamique  |                          |                          | 571          | 45,28        | 661         | 48,03       | 20     | 3      |
|                                    | Robert Colin             | DVC                      | 418          | 33,14        | 512         | 37,20       | 5      | 1      |
| Pour vous, expérience et renouveau |                          |                          | 418          | 33,14        | 512         | 37,20       | 5      | 1      |
|                                    | Jordan Grosse-Cruciani   | DVC                      | 272          | 21,57        | 203         | 14,75       | 2      | 0      |
| Vous, c'est nous !                 |                          |                          | 272          | 21,57        | 203         | 14,75       | 2      | 0      |
|                                    |                          |                          |              |              |             |             |        |        |
| Votes valides                      | Votes valides            | Votes valides            | 1 261        | 97,00        | 1 376       | 97,66       |        |        |
| Votes blancs                       | Votes blancs             | Votes blancs             | 15           | 1,15         | 13          | 0,92        |        |        |
| Votes nuls                         | Votes nuls               | Votes nuls               | 24           | 1,85         | 20          | 1,42        |        |        |
| Total                              | Total                    | Total                    | 1 300        | 100          | 1 409       | 100         | 27     | 4      |
| Abstention                         | Abstention               | Abstention               | 1 545        | 54,31        | 1 436       | 50,47       |        |        |
| Inscrits / participation           | Inscrits / participation | Inscrits / participation | 2 845        | 45,69        | 2 845       | 49,53       |        |        |

### Contrexéville
- Maire sortant : Luc Gerecke (DVD)
- 23 sièges à pourvoir au conseil municipal (population légale 2017 : 3 202 habitants)
- 9 sièges à pourvoir au conseil communautaire (CC Terre d'Eau)

| Tête de liste                            | Tête de liste            | Liste                    | Premier tour | Premier tour | Second tour | Second tour | Sièges  | Sièges  |
| Tête de liste                            | Tête de liste            | Liste                    | Voix         | %            | Voix        | %           | CM      | CC      |
| ---------------------------------------- | ------------------------ | ------------------------ | ------------ | ------------ | ----------- | ----------- | ------- | ------- |
|                                          | Luc Gerecke              | SE                       | 433          | 47,37        | 499         | 54,29       | 18      | 7       |
| Ensemble une ambition pour Contrexéville |                          |                          | 433          | 47,37        | 499         | 54,29       | 18      | 7       |
|                                          | Thierry Dané             | SE                       | 314          | 34,35        | 420         | 45,70       | 5       | 2       |
| Contrexéville toujours                   |                          |                          | 314          | 34,35        | 420         | 45,70       | 5       | 2       |
|                                          | Chantal Lemoine          | SE                       | 167          | 18,27        | Retrait     | Retrait     | Retrait | Retrait |
| Transparence écoute démocratie           |                          |                          | 167          | 18,27        | Retrait     | Retrait     | Retrait | Retrait |
|                                          |                          |                          |              |              |             |             |         |         |
| Votes valides                            | Votes valides            | Votes valides            | 914          | 94,62        | 919         | 93,78       |         |         |
| Votes blancs                             | Votes blancs             | Votes blancs             | 26           | 2,69         | 29          | 2,96        |         |         |
| Votes nuls                               | Votes nuls               | Votes nuls               | 26           | 2,69         | 32          | 3,27        |         |         |
| Total                                    | Total                    | Total                    | 966          | 100          | 980         | 100         | 23      | 9       |
| Abstention                               | Abstention               | Abstention               | 1 319        | 57,72        | 1 304       | 57,09       |         |         |
| Inscrits / participation                 | Inscrits / participation | Inscrits / participation | 2 285        | 42,28        | 2 284       | 42,91       |         |         |

### Cornimont
- Maire sortante : Marie-Josèphe Clément (DVG)
- 23 sièges à pourvoir au conseil municipal (population légale 2017 : 3 208 habitants)
- 4 sièges à pourvoir au conseil communautaire (CC des Hautes Vosges)

|                          | Marie-Josèphe Clément    | SE                       | 572   | 100,00 | 23 | 4 |  |  |
| Ensemble pour Cornimont  |                          |                          | 572   | 100,00 | 23 | 4 |  |  |
|                          |                          |                          |       |        |    |   |  |  |
| Votes valides            | Votes valides            | Votes valides            | 572   | 88,41  |    |   |  |  |
| Votes blancs             | Votes blancs             | Votes blancs             | 14    | 2,16   |    |   |  |  |
| Votes nuls               | Votes nuls               | Votes nuls               | 61    | 9,43   |    |   |  |  |
| Total                    | Total                    | Total                    | 647   | 100    | 23 | 4 |  |  |
| Abstention               | Abstention               | Abstention               | 1 867 | 74,26  |    |   |  |  |
| Inscrits / participation | Inscrits / participation | Inscrits / participation | 2 514 | 25,74  |    |   |  |  |

### Éloyes
- Maire sortant : André Jacquemin (SE)
- 23 sièges à pourvoir au conseil municipal (population légale 2017 : 3 180 habitants)
- 3 sièges à pourvoir au conseil communautaire (CC de la Porte des Vosges Méridionales)

|                                          | André Jacquemin          | SE                       | 566   | 100,00 | 23 | 3 |  |  |
| Ensemble avançons pour l'avenir d'Éloyes |                          |                          | 566   | 100,00 | 23 | 3 |  |  |
|                                          |                          |                          |       |        |    |   |  |  |
| Votes valides                            | Votes valides            | Votes valides            | 566   | 83,73  |    |   |  |  |
| Votes blancs                             | Votes blancs             | Votes blancs             | 41    | 6,07   |    |   |  |  |
| Votes nuls                               | Votes nuls               | Votes nuls               | 69    | 10,21  |    |   |  |  |
| Total                                    | Total                    | Total                    | 676   | 100    | 23 | 3 |  |  |
| Abstention                               | Abstention               | Abstention               | 1 526 | 69,30  |    |   |  |  |
| Inscrits / participation                 | Inscrits / participation | Inscrits / participation | 2 202 | 30,70  |    |   |  |  |

### Épinal
- Maire sortant : Michel Heinrich (LR)
- 39 sièges à pourvoir au conseil municipal (population légale 2017 : 31 740 habitants)
- 26 sièges à pourvoir au conseil communautaire (CA d'Épinal)

| Tête de liste                                           | Tête de liste            | Liste                    | Premier tour | Premier tour | Second tour | Second tour | Sièges | Sièges |
| Tête de liste                                           | Tête de liste            | Liste                    | Voix         | %            | Voix        | %           | CM     | CC     |
| ------------------------------------------------------- | ------------------------ | ------------------------ | ------------ | ------------ | ----------- | ----------- | ------ | ------ |
|                                                         | Patrick Nardin           | DVD (LR),                | 2 952        | 37,90        | 3 923       | 48,14       | 29     | 20     |
| Épinal à votre image                                    |                          |                          | 2 952        | 37,90        | 3 923       | 48,14       | 29     | 20     |
|                                                         | Benoît Jourdain          | DVD (LR diss.)           | 2 011        | 25,82        | 3 188       | 39,12       | 8      | 5      |
| Épinal 2020                                             |                          |                          | 2 011        | 25,82        | 3 188       | 39,12       | 8      | 5      |
|                                                         | Christophe Petit         | UC (UDI-LREM)            | 1 086        | 13,94        | 3 188       | 39,12       | 8      | 5      |
| Épinal ensemble                                         |                          |                          | 1 086        | 13,94        | 3 188       | 39,12       | 8      | 5      |
|                                                         | Fabrice Pisias           | DVG (LFI)                | 892          | 11,45        | 1 038       | 12,73       | 2      | 1      |
| Épinal ouverte sur l'avenir                             |                          |                          | 892          | 11,45        | 1 038       | 12,73       | 2      | 1      |
|                                                         | Raphaël Laizeau          | ECO (MEI)                | 365          | 4,68         |             |             |        |        |
| Épinal pour le climat                                   |                          |                          | 365          | 4,68         |             |             |        |        |
|                                                         | Pierre François          | RN                       | 364          | 4,67         |             |             |        |        |
| Rassemblement spinalien                                 |                          |                          | 364          | 4,67         |             |             |        |        |
|                                                         | Pierre-Jean Robinot      | DLF                      | 118          | 1,51         |             |             |        |        |
| Épinal, une ville plus juste, plus sûre, plus connectée |                          |                          | 118          | 1,51         |             |             |        |        |
|                                                         |                          |                          |              |              |             |             |        |        |
| Votes valides                                           | Votes valides            | Votes valides            | 7 788        | 96,54        | 8 149       | 97,38       |        |        |
| Votes blancs                                            | Votes blancs             | Votes blancs             | 91           | 1,13         | 112         | 1,34        |        |        |
| Votes nuls                                              | Votes nuls               | Votes nuls               | 188          | 2,33         | 107         | 1,28        |        |        |
| Total                                                   | Total                    | Total                    | 8 067        | 100          | 8 368       | 100         | 39     | 26     |
| Abstention                                              | Abstention               | Abstention               | 13 303       | 62,25        | 12 981      | 60,80       |        |        |
| Inscrits / participation                                | Inscrits / participation | Inscrits / participation | 21 370       | 37,75        | 21 349      | 39,20       |        |        |

### Gérardmer
- Maire sortant : Stessy Speissmann (PS-DVG)
- 29 sièges à pourvoir au conseil municipal (population légale 2017 : 7 967 habitants)
- 10 sièges à pourvoir au conseil communautaire (CC Gérardmer Hautes Vosges)

| Tête de liste                 | Tête de liste            | Liste                    | Premier tour | Premier tour | Second tour | Second tour | Sièges | Sièges |
| Tête de liste                 | Tête de liste            | Liste                    | Voix         | %            | Voix        | %           | CM     | CC     |
| ----------------------------- | ------------------------ | ------------------------ | ------------ | ------------ | ----------- | ----------- | ------ | ------ |
|                               | Stessy Speissmann        | DVG (PS)                 | 1 414        | 43,40        | 1 759       | 47,05       | 22     | 8      |
| Gérardmer une ville pour tous |                          |                          | 1 414        | 43,40        | 1 759       | 47,05       | 22     | 8      |
|                               | Bernard Caël             | DVC                      | 1 279        | 39,25        | 1 522       | 40,71       | 6      | 2      |
| Gérardmer notre perle         |                          |                          | 1 279        | 39,25        | 1 522       | 40,71       | 6      | 2      |
|                               | Éric Defranould          | DVG                      | 565          | 17,34        | 457         | 12,22       | 1      | 0      |
| Gérardmer solidaire           |                          |                          | 565          | 17,34        | 457         | 12,22       | 1      | 0      |
|                               |                          |                          |              |              |             |             |        |        |
| Votes valides                 | Votes valides            | Votes valides            | 3 258        | 97,34        | 3 738       | 98,16       |        |        |
| Votes blancs                  | Votes blancs             | Votes blancs             | 36           | 1,08         | 29          | 0,76        |        |        |
| Votes nuls                    | Votes nuls               | Votes nuls               | 53           | 1,58         | 41          | 1,08        |        |        |
| Total                         | Total                    | Total                    | 3 347        | 100          | 3 808       | 100         | 29     | 10     |
| Abstention                    | Abstention               | Abstention               | 3 241        | 49,20        | 2 765       | 42,07       |        |        |
| Inscrits / participation      | Inscrits / participation | Inscrits / participation | 6 588        | 50,80        | 6 573       | 57,93       |        |        |

### Golbey
- Maire sortant : Roger Alémani (DVG)
- 29 sièges à pourvoir au conseil municipal (population légale 2017 : 8 623 habitants)
- 7 sièges à pourvoir au conseil communautaire (CA d'Épinal)

|                           | Roger Alémani            | DVG                      | 1 980 | 100,00 | 29 | 7 |  |  |
| Tous ensemble pour Golbey |                          |                          | 1 980 | 100,00 | 29 | 7 |  |  |
|                           |                          |                          |       |        |    |   |  |  |
| Votes valides             | Votes valides            | Votes valides            | 1 980 | 90,29  |    |   |  |  |
| Votes blancs              | Votes blancs             | Votes blancs             | 77    | 3,51   |    |   |  |  |
| Votes nuls                | Votes nuls               | Votes nuls               | 136   | 6,20   |    |   |  |  |
| Total                     | Total                    | Total                    | 2 193 | 100    | 29 | 7 |  |  |
| Abstention                | Abstention               | Abstention               | 4 079 | 65,04  |    |   |  |  |
| Inscrits / participation  | Inscrits / participation | Inscrits / participation | 6 272 | 34,96  |    |   |  |  |

### La Bresse
- Maire sortante : Maryvonne Crouvezier (DVD)
- 27 sièges à pourvoir au conseil municipal (population légale 2017 : 4 154 habitants)
- 5 sièges à pourvoir au conseil communautaire (CC des Hautes Vosges)

|                                                        | Maryvonne Crouvezier     | DVD                      | 1 183 | 58,79 | 22 | 4 |  |  |
| Ensemble notre engagement continue La Bresse 2020-2026 |                          |                          | 1 183 | 58,79 | 22 | 4 |  |  |
|                                                        | Liliane Mengin           | DVC                      | 829   | 41,20 | 5  | 1 |  |  |
| La nouvelle dynamique pour La Bresse                   |                          |                          | 829   | 41,20 | 5  | 1 |  |  |
|                                                        |                          |                          |       |       |    |   |  |  |
| Votes valides                                          | Votes valides            | Votes valides            | 2 012 | 96,73 |    |   |  |  |
| Votes blancs                                           | Votes blancs             | Votes blancs             | 33    | 1,59  |    |   |  |  |
| Votes nuls                                             | Votes nuls               | Votes nuls               | 35    | 1,68  |    |   |  |  |
| Total                                                  | Total                    | Total                    | 2 080 | 100   | 27 | 5 |  |  |
| Abstention                                             | Abstention               | Abstention               | 1 552 | 42,73 |    |   |  |  |
| Inscrits / participation                               | Inscrits / participation | Inscrits / participation | 3 632 | 57,27 |    |   |  |  |

### Le Thillot
- Maire sortant : Michel Mourot (UDI)
- 23 sièges à pourvoir au conseil municipal (population légale 2017 : 3 438 habitants)
- 6 sièges à pourvoir au conseil communautaire (CC des Ballons des Hautes-Vosges)

|                                      | Michel Mourot            | SE                       | 485   | 100,00 | 23 | 6 |  |  |
| Pour Le Thillot, continuons ensemble |                          |                          | 485   | 100,00 | 23 | 6 |  |  |
|                                      |                          |                          |       |        |    |   |  |  |
| Votes valides                        | Votes valides            | Votes valides            | 485   | 81,51  |    |   |  |  |
| Votes blancs                         | Votes blancs             | Votes blancs             | 41    | 6,89   |    |   |  |  |
| Votes nuls                           | Votes nuls               | Votes nuls               | 69    | 11,60  |    |   |  |  |
| Total                                | Total                    | Total                    | 595   | 100    | 23 | 6 |  |  |
| Abstention                           | Abstention               | Abstention               | 1 929 | 76,43  |    |   |  |  |
| Inscrits / participation             | Inscrits / participation | Inscrits / participation | 2 524 | 23,57  |    |   |  |  |

### Le Val-d'Ajol
- Maire sortant : Jean Richard (LR-DVD)
- 27 sièges à pourvoir au conseil municipal (population légale 2017 : 3 871 habitants)
- 4 sièges à pourvoir au conseil communautaire (CC de la Porte des Vosges Méridionales)

|                               | Anne Girardin            | DVD                      | 962   | 53,95 | 21 | 3 |  |  |
| Val d'Ajol, Val d'avenir      |                          |                          | 962   | 53,95 | 21 | 3 |  |  |
|                               | Jean Richard             | DVD                      | 821   | 46,04 | 6  | 1 |  |  |
| Passion commune Le Val-d'Ajol |                          |                          | 821   | 46,04 | 6  | 1 |  |  |
|                               |                          |                          |       |       |    |   |  |  |
| Votes valides                 | Votes valides            | Votes valides            | 1 783 | 97,06 |    |   |  |  |
| Votes blancs                  | Votes blancs             | Votes blancs             | 18    | 0,98  |    |   |  |  |
| Votes nuls                    | Votes nuls               | Votes nuls               | 36    | 1,96  |    |   |  |  |
| Total                         | Total                    | Total                    | 1 837 | 100   | 27 | 4 |  |  |
| Abstention                    | Abstention               | Abstention               | 1 485 | 44,70 |    |   |  |  |
| Inscrits / participation      | Inscrits / participation | Inscrits / participation | 3 322 | 55,30 |    |   |  |  |

### Mirecourt
- Maire sortant : Yves Séjourné (MR)
- 29 sièges à pourvoir au conseil municipal (population légale 2017 : 5 246 habitants)
- 18 sièges à pourvoir au conseil communautaire (CC de Mirecourt Dompaire)

|                                | Yves Séjourné            | DVC (MR)                 | 1 114 | 75,98 | 26 | 16 |  |  |
| Yves Séjourné - Mirecourt 2026 |                          |                          | 1 114 | 75,98 | 26 | 16 |  |  |
|                                | Christine Fromaigeat     | DVG                      | 352   | 24,01 | 3  | 2  |  |  |
| Mirecourt, une ville au cœur   |                          |                          | 352   | 24,01 | 3  | 2  |  |  |
|                                |                          |                          |       |       |    |    |  |  |
| Votes valides                  | Votes valides            | Votes valides            | 1 466 | 95,44 |    |    |  |  |
| Votes blancs                   | Votes blancs             | Votes blancs             | 27    | 1,76  |    |    |  |  |
| Votes nuls                     | Votes nuls               | Votes nuls               | 43    | 2,80  |    |    |  |  |
| Total                          | Total                    | Total                    | 1 536 | 100   | 29 | 18 |  |  |
| Abstention                     | Abstention               | Abstention               | 1 877 | 55,00 |    |    |  |  |
| Inscrits / participation       | Inscrits / participation | Inscrits / participation | 3 413 | 45,00 |    |    |  |  |

### Moyenmoutier
- Maire sortant : Pascal Guy (UDI)
- 23 sièges à pourvoir au conseil municipal (population légale 2017 : 3 186 habitants)
- 3 sièges à pourvoir au conseil communautaire (CA de Saint-Dié-des-Vosges)

|                                                      | Jean Hirli               | SE                       | 715   | 77,04 | 21 | 3 |  |  |
| Ensemble, agissons pour Moyenmoutier                 |                          |                          | 715   | 77,04 | 21 | 3 |  |  |
|                                                      | Patricia Vely            | SE                       | 213   | 22,95 | 2  | 0 |  |  |
| Vos idées d'aujourd'hui seront nos projets de demain |                          |                          | 213   | 22,95 | 2  | 0 |  |  |
|                                                      |                          |                          |       |       |    |   |  |  |
| Votes valides                                        | Votes valides            | Votes valides            | 928   | 94,98 |    |   |  |  |
| Votes blancs                                         | Votes blancs             | Votes blancs             | 17    | 1,74  |    |   |  |  |
| Votes nuls                                           | Votes nuls               | Votes nuls               | 32    | 3,28  |    |   |  |  |
| Total                                                | Total                    | Total                    | 977   | 100   | 23 | 3 |  |  |
| Abstention                                           | Abstention               | Abstention               | 1 419 | 59,22 |    |   |  |  |
| Inscrits / participation                             | Inscrits / participation | Inscrits / participation | 2 396 | 40,78 |    |   |  |  |

### Neufchâteau
- Maire sortant : Simon Leclerc (LR)
- 29 sièges à pourvoir au conseil municipal (population légale 2017 : 6 664 habitants)
- 20 sièges à pourvoir au conseil communautaire (CC de l'Ouest Vosgien)

|                                         | Simon Leclerc            | DVD                      | 1 491 | 70,39 | 25 | 17 |  |  |
| Ensemble, continuons pour Neufchâteau ! |                          |                          | 1 491 | 70,39 | 25 | 17 |  |  |
|                                         | Steve Cipresso           | DVC-Centre gauche        | 627   | 29,60 | 4  | 3  |  |  |
| Un nouveau souffle pour Neufchâteau     |                          |                          | 627   | 29,60 | 4  | 3  |  |  |
|                                         |                          |                          |       |       |    |    |  |  |
| Votes valides                           | Votes valides            | Votes valides            | 2 118 | 97,47 |    |    |  |  |
| Votes blancs                            | Votes blancs             | Votes blancs             | 19    | 0,87  |    |    |  |  |
| Votes nuls                              | Votes nuls               | Votes nuls               | 36    | 1,66  |    |    |  |  |
| Total                                   | Total                    | Total                    | 2 173 | 100   | 29 | 20 |  |  |
| Abstention                              | Abstention               | Abstention               | 2 639 | 54,84 |    |    |  |  |
| Inscrits / participation                | Inscrits / participation | Inscrits / participation | 4 812 | 45,16 |    |    |  |  |

### Rambervillers
- Maire sortant : Jean-Pierre Michel (SE-DVD)
- 29 sièges à pourvoir au conseil municipal (population légale 2017 : 5 170 habitants)
- 18 sièges à pourvoir au conseil communautaire (CC de la Région de Rambervillers)

| Tête de liste                       | Tête de liste            | Liste                    | Premier tour | Premier tour | Second tour | Second tour | Sièges | Sièges |
| Tête de liste                       | Tête de liste            | Liste                    | Voix         | %            | Voix        | %           | CM     | CC     |
| ----------------------------------- | ------------------------ | ------------------------ | ------------ | ------------ | ----------- | ----------- | ------ | ------ |
|                                     | Jean-Pierre Michel       | DIV                      | 742          | 47,35        | 847         | 49,33       | 22     | 14     |
| Nouvelle équipe, toujours dynamique |                          |                          | 742          | 47,35        | 847         | 49,33       | 22     | 14     |
|                                     | Jean-Luc Baron           | DVC                      | 637          | 40,65        | 743         | 43,27       | 6      | 4      |
| Écouter et agir                     |                          |                          | 637          | 40,65        | 743         | 43,27       | 6      | 4      |
|                                     | Alain Dumet              | RN                       | 188          | 11,99        | 127         | 7,39        | 1      | 0      |
| Rassemblement pour Rambervillers    |                          |                          | 188          | 11,99        | 127         | 7,39        | 1      | 0      |
|                                     |                          |                          |              |              |             |             |        |        |
| Votes valides                       | Votes valides            | Votes valides            | 1 567        | 97,51        | 1 717       | 97,95       |        |        |
| Votes blancs                        | Votes blancs             | Votes blancs             | 22           | 1,37         | 20          | 1,14        |        |        |
| Votes nuls                          | Votes nuls               | Votes nuls               | 18           | 1,12         | 16          | 0,91        |        |        |
| Total                               | Total                    | Total                    | 1 607        | 100          | 1 753       | 100         | 29     | 18     |
| Abstention                          | Abstention               | Abstention               | 1 809        | 52,96        | 1 657       | 48,59       |        |        |
| Inscrits / participation            | Inscrits / participation | Inscrits / participation | 3 416        | 47,04        | 3 410       | 51,41       |        |        |

### Raon-l'Étape
- Maire sortant : Benoît Pierrat (DVG)
- 29 sièges à pourvoir au conseil municipal (population légale 2017 : 6 388 habitants)
- 6 sièges à pourvoir au conseil communautaire (CA de Saint-Dié-des-Vosges)

|                           | Benoît Pierrat           | DVC                      | 1 342 | 87,88 | 28 | 6 |  |  |
| Ensemble pour Raon        |                          |                          | 1 342 | 87,88 | 28 | 6 |  |  |
|                           | Emmanuel Burger          | RN                       | 185   | 12,11 | 1  | 0 |  |  |
| Raon-l'Étape se rassemble |                          |                          | 185   | 12,11 | 1  | 0 |  |  |
|                           |                          |                          |       |       |    |   |  |  |
| Votes valides             | Votes valides            | Votes valides            | 1 527 | 95,20 |    |   |  |  |
| Votes blancs              | Votes blancs             | Votes blancs             | 34    | 2,12  |    |   |  |  |
| Votes nuls                | Votes nuls               | Votes nuls               | 43    | 2,68  |    |   |  |  |
| Total                     | Total                    | Total                    | 1 604 | 100   | 29 | 6 |  |  |
| Abstention                | Abstention               | Abstention               | 3 053 | 65,56 |    |   |  |  |
| Inscrits / participation  | Inscrits / participation | Inscrits / participation | 4 657 | 34,44 |    |   |  |  |

### Remiremont
- Maire sortant : Jean Hingray (UDI-LC)
- 29 sièges à pourvoir au conseil municipal (population légale 2017 : 7 714 habitants)
- 9 sièges à pourvoir au conseil communautaire (CC de la Porte des Vosges Méridionales)

|                          | Jean Hingray             | DVC                      | 1 239 | 100,00 | 29 | 9 |  |  |
| Remiremont demain        |                          |                          | 1 239 | 100,00 | 29 | 9 |  |  |
|                          |                          |                          |       |        |    |   |  |  |
| Votes valides            | Votes valides            | Votes valides            | 1 239 | 84,46  |    |   |  |  |
| Votes blancs             | Votes blancs             | Votes blancs             | 140   | 9,54   |    |   |  |  |
| Votes nuls               | Votes nuls               | Votes nuls               | 88    | 6,00   |    |   |  |  |
| Total                    | Total                    | Total                    | 1 467 | 100    | 29 | 9 |  |  |
| Abstention               | Abstention               | Abstention               | 4 250 | 74,34  |    |   |  |  |
| Inscrits / participation | Inscrits / participation | Inscrits / participation | 5 717 | 25,66  |    |   |  |  |

### Rupt-sur-Moselle
- Maire sortant : Stéphane Tramzal (DVD)
- 27 sièges à pourvoir au conseil municipal (population légale 2017 : 3 525 habitants)
- 6 sièges à pourvoir au conseil communautaire (CC des Ballons des Hautes-Vosges)

|                          | Stéphane Tramzal         | DVC                      | 907   | 73,32 | 24 | 5 |  |  |
| Rupt, le futur à présent |                          |                          | 907   | 73,32 | 24 | 5 |  |  |
|                          | Sébastien Heitzler       | ECO                      | 330   | 26,67 | 3  | 1 |  |  |
| Progrès et environnement |                          |                          | 330   | 26,67 | 3  | 1 |  |  |
|                          |                          |                          |       |       |    |   |  |  |
| Votes valides            | Votes valides            | Votes valides            | 1 237 | 96,34 |    |   |  |  |
| Votes blancs             | Votes blancs             | Votes blancs             | 9     | 0,70  |    |   |  |  |
| Votes nuls               | Votes nuls               | Votes nuls               | 38    | 2,96  |    |   |  |  |
| Total                    | Total                    | Total                    | 1 284 | 100   | 27 | 6 |  |  |
| Abstention               | Abstention               | Abstention               | 1 278 | 49,88 |    |   |  |  |
| Inscrits / participation | Inscrits / participation | Inscrits / participation | 2 562 | 50,12 |    |   |  |  |

### Saint-Dié-des-Vosges
- Maire sortant : David Valence (UDI-MR)
- 33 sièges à pourvoir au conseil municipal (population légale 2017 : 19 607 habitants)
- 21 sièges à pourvoir au conseil communautaire (CA de Saint-Dié-des-Vosges)

|                                              | David Valence            | UC                       | 3 308  | 71,77 | 29 | 19 |  |  |
| Plus forts pour Saint-Dié avec David Valence |                          |                          | 3 308  | 71,77 | 29 | 19 |  |  |
|                                              | Romain Ganier            | DVG                      | 918    | 19,91 | 3  | 2  |  |  |
| Saint-Dié écologique et citoyenne            |                          |                          | 918    | 19,91 | 3  | 2  |  |  |
|                                              | Geoffrey Mourey          | RN                       | 383    | 8,30  | 1  | 0  |  |  |
| Rassemblement pour Saint-Dié                 |                          |                          | 383    | 8,30  | 1  | 0  |  |  |
|                                              |                          |                          |        |       |    |    |  |  |
| Votes valides                                | Votes valides            | Votes valides            | 4 609  | 96,24 |    |    |  |  |
| Votes blancs                                 | Votes blancs             | Votes blancs             | 64     | 1,34  |    |    |  |  |
| Votes nuls                                   | Votes nuls               | Votes nuls               | 116    | 2,42  |    |    |  |  |
| Total                                        | Total                    | Total                    | 4 789  | 100   | 33 | 21 |  |  |
| Abstention                                   | Abstention               | Abstention               | 9 411  | 66,27 |    |    |  |  |
| Inscrits / participation                     | Inscrits / participation | Inscrits / participation | 14 200 | 33,73 |    |    |  |  |

### Saint-Étienne-lès-Remiremont
- Maire sortant : Michel Demange (DVD)
- 27 sièges à pourvoir au conseil municipal (population légale 2017 : 3 840 habitants)
- 4 sièges à pourvoir au conseil communautaire (CC de la Porte des Vosges Méridionales)

|                          | Michel Demange           | DVD                      | 784   | 65,71 | 23 | 3 |  |  |
| Poursuivre ensemble      |                          |                          | 784   | 65,71 | 23 | 3 |  |  |
|                          | Carole Arnould           | DIV                      | 409   | 34,28 | 4  | 1 |  |  |
| Saint-Étienne gagnante   |                          |                          | 409   | 34,28 | 4  | 1 |  |  |
|                          |                          |                          |       |       |    |   |  |  |
| Votes valides            | Votes valides            | Votes valides            | 1 193 | 96,83 |    |   |  |  |
| Votes blancs             | Votes blancs             | Votes blancs             | 19    | 1,54  |    |   |  |  |
| Votes nuls               | Votes nuls               | Votes nuls               | 20    | 1,62  |    |   |  |  |
| Total                    | Total                    | Total                    | 1 232 | 100   | 27 | 4 |  |  |
| Abstention               | Abstention               | Abstention               | 1 546 | 55,65 |    |   |  |  |
| Inscrits / participation | Inscrits / participation | Inscrits / participation | 2 778 | 44,35 |    |   |  |  |

### Saint-Nabord
- Maire sortant : Daniel Sacquard (DVD-SE)
- 27 sièges à pourvoir au conseil municipal (population légale 2017 : 4 052 habitants)
- 4 sièges à pourvoir au conseil communautaire (CC de la Porte des Vosges Méridionales)

| Tête de liste                 | Tête de liste            | Liste                    | Premier tour | Premier tour | Second tour | Second tour | Sièges | Sièges |
| Tête de liste                 | Tête de liste            | Liste                    | Voix         | %            | Voix        | %           | CM     | CC     |
| ----------------------------- | ------------------------ | ------------------------ | ------------ | ------------ | ----------- | ----------- | ------ | ------ |
|                               | Jean-Pierre Calmels      | DVD                      | 636          | 47,11        | 769         | 59,29       | 22     | 4      |
| Ensemble acteurs de demain    |                          |                          | 636          | 47,11        | 769         | 59,29       | 22     | 4      |
|                               | Daniel Sacquard          | DVG                      | 381          | 28,22        | 321         | 24,74       | 3      | 0      |
| Action confiance proximité    |                          |                          | 381          | 28,22        | 321         | 24,74       | 3      | 0      |
|                               | Patrick Seidenglanz      | ECO                      | 333          | 24,66        | 207         | 15,95       | 2      | 0      |
| Imaginons Saint-Nabord demain |                          |                          | 333          | 24,66        | 207         | 15,95       | 2      | 0      |
|                               |                          |                          |              |              |             |             |        |        |
| Votes valides                 | Votes valides            | Votes valides            | 1 350        | 97,05        | 1 297       | 97,67       |        |        |
| Votes blancs                  | Votes blancs             | Votes blancs             | 16           | 1,15         | 10          | 0,75        |        |        |
| Votes nuls                    | Votes nuls               | Votes nuls               | 25           | 1,80         | 21          | 1,58        |        |        |
| Total                         | Total                    | Total                    | 1 391        | 100          | 1 328       | 100         | 27     | 4      |
| Abstention                    | Abstention               | Abstention               | 1 725        | 55,36        | 1 799       | 57,53       |        |        |
| Inscrits / participation      | Inscrits / participation | Inscrits / participation | 3 116        | 44,64        | 3 127       | 42,47       |        |        |

### Vagney
- Maire sortant : Didier Houot (DVD)
- 27 sièges à pourvoir au conseil municipal (population légale 2017 : 3 925 habitants)
- 5 sièges à pourvoir au conseil communautaire (CC des Hautes Vosges)

|                          | Didier Houot             | DVD                      | 865   | 100,00 | 27 | 5 |  |  |
| Vagney, Terre d'avenir   |                          |                          | 865   | 100,00 | 27 | 5 |  |  |
|                          |                          |                          |       |        |    |   |  |  |
| Votes valides            | Votes valides            | Votes valides            | 865   | 91,15  |    |   |  |  |
| Votes blancs             | Votes blancs             | Votes blancs             | 33    | 3,48   |    |   |  |  |
| Votes nuls               | Votes nuls               | Votes nuls               | 51    | 5,37   |    |   |  |  |
| Total                    | Total                    | Total                    | 949   | 100    | 27 | 5 |  |  |
| Abstention               | Abstention               | Abstention               | 2 101 | 68,89  |    |   |  |  |
| Inscrits / participation | Inscrits / participation | Inscrits / participation | 3 050 | 31,11  |    |   |  |  |

### Vittel
- Maire sortant : Franck Perry (DVD-LR)
- 29 sièges à pourvoir au conseil municipal (population légale 2017 : 5 071 habitants)
- 14 sièges à pourvoir au conseil communautaire (CC Terre d'Eau)

|                          | Franck Perry             | DVD                      | 1 620 | 77,92 | 26 | 13 |  |  |
| Avec vous pour Vittel    |                          |                          | 1 620 | 77,92 | 26 | 13 |  |  |
|                          | Didier Forquignon        | DVC                      | 459   | 22,07 | 3  | 1  |  |  |
| Vittel renouveau 2020    |                          |                          | 459   | 22,07 | 3  | 1  |  |  |
|                          |                          |                          |       |       |    |    |  |  |
| Votes valides            | Votes valides            | Votes valides            | 2 079 | 96,52 |    |    |  |  |
| Votes blancs             | Votes blancs             | Votes blancs             | 28    | 1,30  |    |    |  |  |
| Votes nuls               | Votes nuls               | Votes nuls               | 47    | 2,18  |    |    |  |  |
| Total                    | Total                    | Total                    | 2 154 | 100   | 29 | 14 |  |  |
| Abstention               | Abstention               | Abstention               | 2 236 | 50,93 |    |    |  |  |
| Inscrits / participation | Inscrits / participation | Inscrits / participation | 4 390 | 49,07 |    |    |  |  |